# 博嘉運動公園
博嘉運動公園位於台北市文山區博嘉里，與「博嘉公園」不同，博嘉公園是位於臺北市文山區軍功路47巷55號之8旁的小公園，為南港公園管理所管理。博嘉運動公園於2005年11月5日開幕啟用，為該市臺北市政府環境保護局木柵垃圾焚化廠的回饋設施，目前委由鴻翔體育事業有限公司經營，是一處迷你小巧但設備齊全的多功能休憩場所，有游泳池,簡易健身設施,乒乓球室,兒童遊樂室及閱讀室. 為地下2層、地上4層建築，地下室除地下一樓作為游泳池使用, 地下二樓做為停車場，停車場可以月租供附近居民使用 除週一與國定假日休館外，其餘時間全年開放。但以服務文山區居民為主，同樣為臺北市焚化廠回饋地區(北投區、士林區、內湖區、南港區)居亦可憑身份證明至該回饋設施免費使用。

## 外部連結
- 臺北市政府環境保護局木柵垃圾焚化廠 （页面存档备份，存于）
- 台北市中華基督教青年會 （页面存档备份，存于）
- 博嘉公園 - 公園走透透．臺北新花漾_公園情報